# 瓦瑟峰
47°40′49″N 11°50′09″E / 47.68027°N 11.83587°E

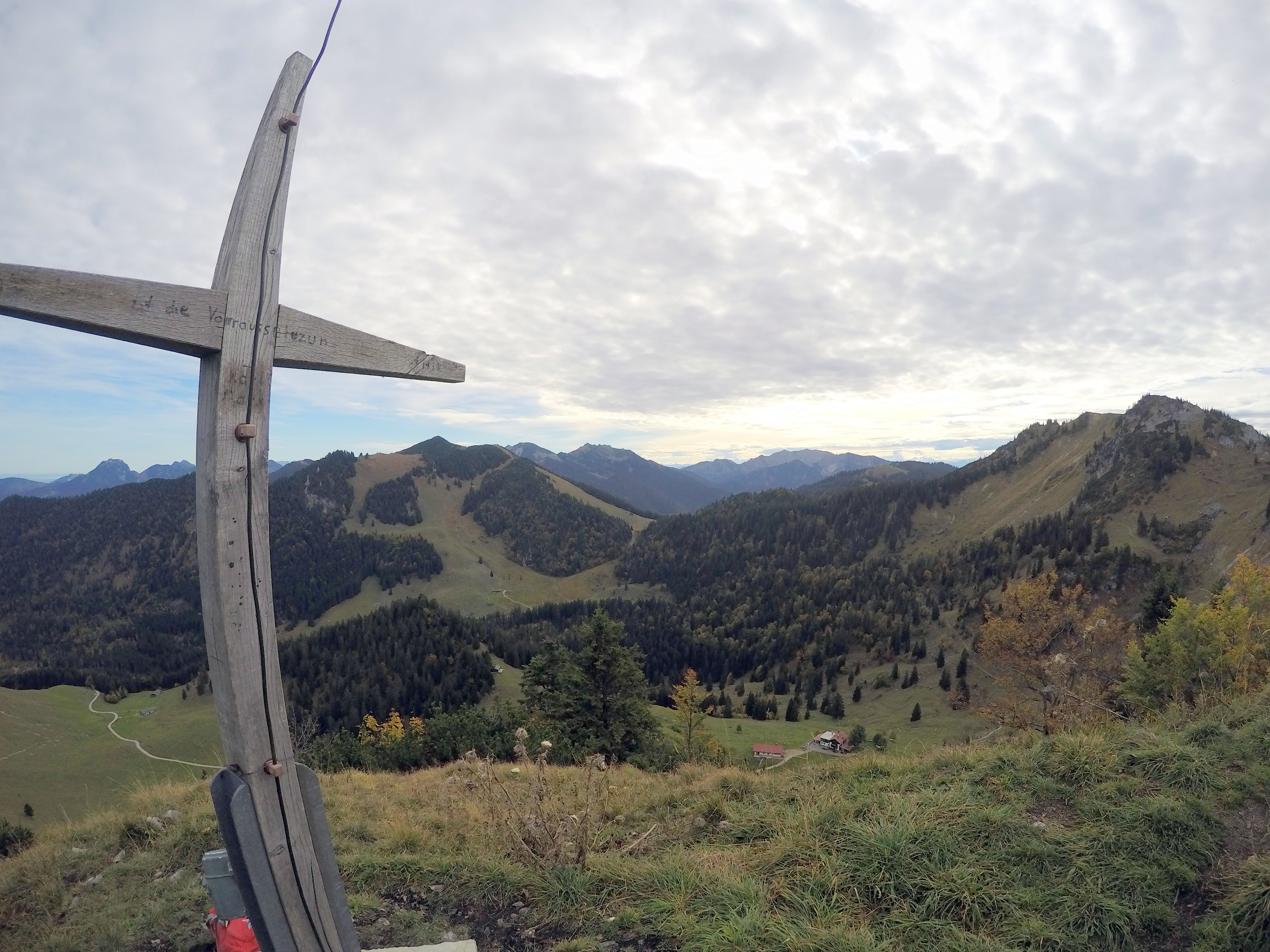

瓦瑟峰（德語：Wasserspitz），是德國的山峰，位於該國東南部，由巴伐利亞負責管轄，屬於巴伐利亞前阿爾卑斯山脈的一部分，距離林訥峰0.6公里，海拔高度1,552米，每年平均降雨量1,764毫米。